# Vodní zahrada

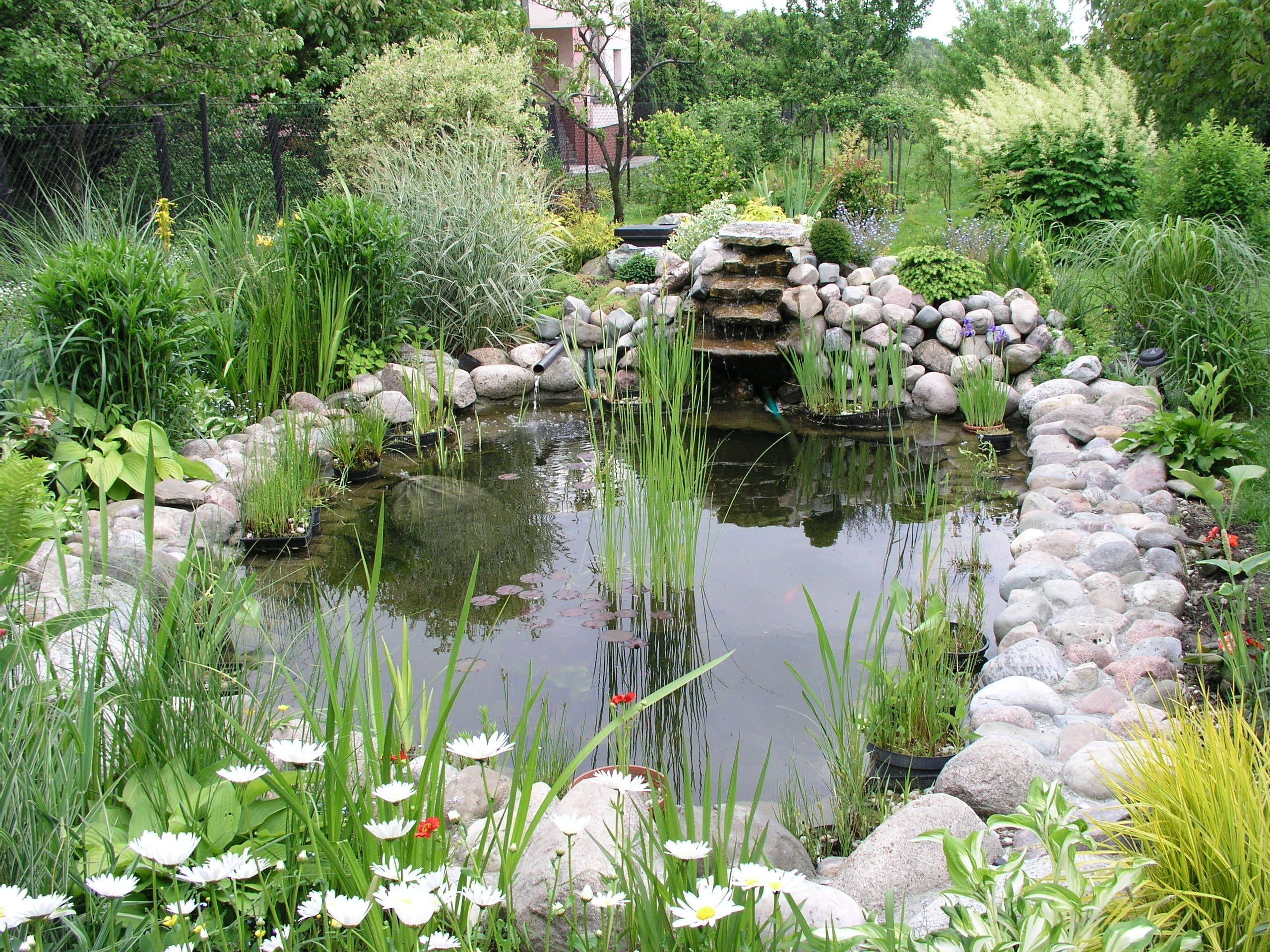
Vodní zahrada

Vodní zahrada je lidmi upravený pozemek s uměle vysázenou vodní vegetací v obvykle umělých nádržích. Prostor na souši v okolí nádrží může sloužit k odpočinku, volnočasovým aktivitám, reprezentaci, nebo i jinému účelu. Odvozeně, básnicky, může být vodní zahradou nazvána malá plocha zahrady s velkou nádrží s vodními rostlinami nebo samotná nádrž, jakkoliv velká či malá.
Vodní zahrada, Water garden, je úprava v anglickém parku Studley Royal Park, kde je několik vodních nádrží a vodní kanály. Jako vodní zahrady jsou označovány úpravy na Bali, kde návštěvník parku prochází po šlapácích nádržemi.